# Терентьев, Григорий Григорьевич
Григорий Григорьевич Терентьев (1923—1944) — сержант Рабоче-крестьянской Красной Армии, участник Великой Отечественной войны, Герой Советского Союза (1945).

## Биография
Григорий Терентьев родился 5 декабря 1923 года в Царицыне (ныне — Волгоград). Детство провёл в посёлке Память Парижской Коммуны в Борском районе Горьковской области, где окончил шесть классов школы и школу фабрично-заводского ученичества, после чего работал слесарем на заводе. Летом 1942 года Терентьев был призван на службу в Рабоче-крестьянскую Красную Армию. С декабря того же года — на фронтах Великой Отечественной войны.
К октябрю 1944 года сержант Григорий Терентьев командовал орудием 167-го стрелкового полка 16-й стрелковой дивизии 2-й гвардейской армии 1-го Прибалтийского фронта. Участвовал в сражениях на территории Литовской ССР. 13 октября 1944 года расчёт Терентьева участвовал в бою у деревни Пляйкишкен (ныне территория Усенайского староства, Шилутского района Литвы), уничтожив два танка и бронетранспортёр. Несмотря на полученное ранение и выбытие из строя всего расчёта, Терентьев в одиночку продолжал вести огонь. 14 октября во время очередной контратаки весь расчёт был убит прямым попаданием снаряда. Похоронен на воинском кладбище в городе Пагегяй.
Указом Президиума Верховного Совета СССР от 24 марта 1945 года за «образцовое выполнение боевых заданий командования на фронте борьбы с немецкими захватчиками и проявленные при этом мужество и героизм» сержант Григорий Терентьев посмертно был удостоен высокого звания Героя Советского Союза. Также был награждён орденами Ленина и Отечественной войны 2-й степени.
В честь Терентьева названы улица и школа в Памяти Парижской Коммуны, а также буксир-толкач.